# 이지트로닉스
이지트로닉스(Egtronics)는 대한민국의 전기차(EV), 통신장비(5G), 방산차량 등의 전력변환기기를 개발하는 전력변환장치 기업이다. 본사는 경기 화성시 금곡로163번길 63-100에 위치해 있으며 대표이사는 강찬호이다.

## 제품
제품으로는 전기차 및 수소차용 인버터, 컨버터, OBC, 5G 통신용 정류기, 전력시스템 DC배전용 50kw DC/DC 컨버터, 방산 분야 인버터, 컨버터, OBC 등이 있다 2025년 중국기업과 200억원 규모의 전기차 부품 조인트벤처를 설립하였다.

## 상장
2008년 설립되어 2022년 2월 코스닥 시장에 상장했다. 상장신청시 2021년 영업이익이 9억원 이상 흑자라고 보고했고 이를 한국거래소가 심사해 금융감독원에 제출했으나 상장 후 10여 일 만에 적자로 전환했다며 2억7000만원 가량의 영업적자를 공시하여 상장 후 한 달 만에 주가가 반토막 났다

## 같이 보기
- 니켈
- 아이레온

## 참고문헌
1. ↑  이지트로닉스, 전기차 컨·인버터 1위…폐배터리 재사용 기술 전기차 업계 '눈독', 아시아 경제, 2022.08.26
2. ↑  이경선, 이지트로닉스 주가 흥얼흥얼...니켈시장 연평균 성장은?, 핀포인트뉴스, 2023.11.04
3. ↑  이지트로닉스, 中 기업과 ‘전기차 부품’ 조인트벤처 설립
4. ↑  이새롬, 이지트로닉스 한국IR협의회 기업리서치센터 기업분석보고서 - 이지트로닉스, 2023.04.27
5. ↑  정해용, 흑자 난다던 이지트로닉스, 상장 열흘 만에 적자 전환…개미는 한 달 만에 500억 물렸다, 조선비즈, 2022.03.02